# Siphlophis
Genre
Siphlophis est un genre de serpents de la famille des Dipsadidae.

## Répartition
Les 7 espèces de ce genre se rencontrent en Amérique centrale et en Amérique du Sud.

## Liste des espèces
Selon The Reptile Database (3 septembre 2014) :
- Siphlophis ayauma Sheehy Iii, Yánez-Muñoz, Valencia & Smith, 2014
- Siphlophis cervinus (Laurenti, 1768)
- Siphlophis compressus (Daudin, 1803)
- Siphlophis leucocephalus (Günther, 1863)
- Siphlophis longicaudatus (Andersson, 1901)
- Siphlophis pulcher (Raddi, 1820)
- Siphlophis worontzowi (Prado, 1940)

## Publication originale
- Fitzinger, 1843 : Systema Reptilium, fasciculus primus, Amblyglossae. Braumüller et Seidel, Wien, p. 1-106. (texte intégral).